# Portrait de Manuel Godoy
Portrait de Manuel Godoy est un tableau réalisé par Francisco de Goya en 1801 et aujourd'hui conservé à l'Académie royale des beaux-arts de San Fernando.

## Contexte
Il s'agit d'un grand portrait commandée par Manuel Godoy après sa victoire dans la Guerre des Oranges, qui en fit l'homme le plus puissant d'Espagne après le roi Charles IV. Né à Badajoz en 1767, il eut une énorme influence sur la femme du roi, Marie-Louise de Parme. Il se maria avec la comtesse de Chinchon, cousine du roi. Après la guerre d'indépendance espagnole, il sombra dans une grande pauvreté et mourut en exil à Paris en 1851. 
C'était la première fois que Goya le peignait en tant que ministre. En 1794, alors qu'il était duc d'Alcudia, il en avait réalisé un petit croquis équestre. En 1801, il est représenté au sommet de sa puissance, après sa victoire dans la guerre des Oranges contre le Portugal. Il est peint en campagne, comme généralissime de l'armée et « Prince de la paix », un des titres pompeux accordés pour son service dans la guerre contre la France.

## Analyse
Le Portrait de Manuel Godoy est marqué par la psychologie du personnage. C’est un arrogant militaire détendu qui se repose après la bataille, entouré de chevaux et un bâton phallique entre ses jambes. Il dégage peu de sympathie, ce qui a été interprété comme une marque de Goya envers le Prince des Asturies – futur Ferdinand VII d'Espagne – face au favori du roi 
Il est d'usage de considérer que Goya dégradait consciemment ses modèles en dépeignant le conservatisme politique, mais tant Glendinning que Bozal relativisent ce point. Ses meilleurs clients ont été favorisés dans les tableaux qui assurèrent au peintre une grande partie de son succès de portraitiste. Goya représentait toujours ses modèles sous un aspect vif et ressemblant, notamment dans les portraits royaux où il était obligé de suivre les normes de l’époque. 
La peinture montre Godoy alors qu’il était au sommet du gouvernement espagnol, avec le soutien incontesté du roi. Goya saisit l'arrogance du militaire observant les drapeaux portugais saisis après la bataille. 
L'éclairage crépusculaire donne de l'intensité à la pièce, et montre la domination absolue du peintre. Avec la Famille de Charles IV, l'œuvre est représentative du style Goyesque du tournant du XIXe siècle. 
Mais le souci du détail de Goya dans le Portrait de Manuel Godoy ne peut pas être comparé à la minutie de celui de Vicente López Portaña, où les taches de couleurs sortent de la surface de la toile, créant un effet unique.